# 10 Tauri
Désignations
10 Tauri (en abrégé 10 Tau) est une étoile, située à environ 45 années-lumière de la Terre dans la constellation du Taureau.
C'est une naine jaune-blanche de type spectral F9. Sa taille est de 60 % supérieure à celle du Soleil et sa luminosité est trois fois supérieure. Elle est du même âge que le soleil ou peut-être plus âgée.